# 大葉饅頭果合位節蜱
大葉饅頭果合位節蜱（学名：Cosella zeylaniae）为節蜱科合位節蜱屬下的一个种。